# Pedro de Ibarra

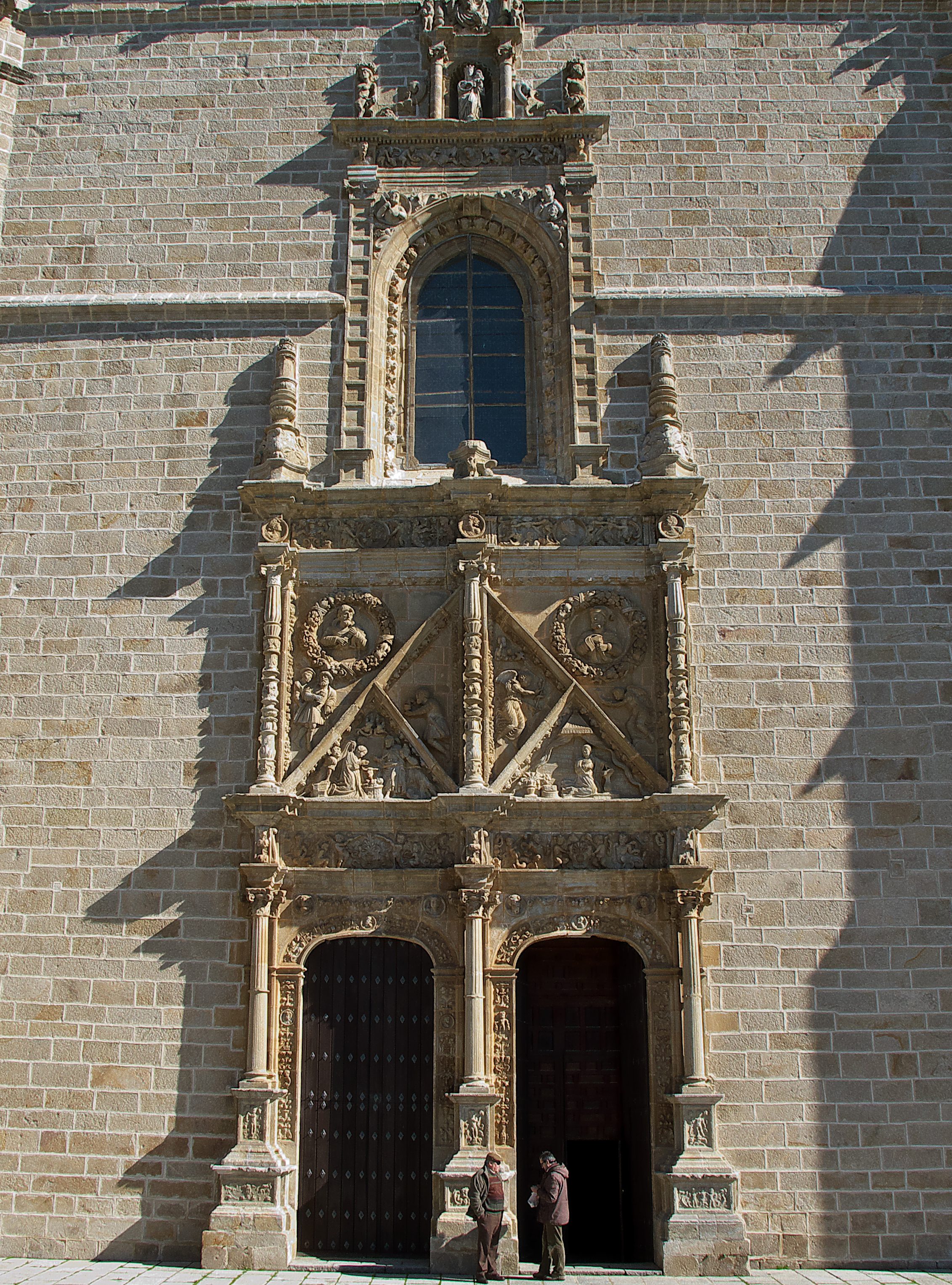
Puerta del Perdón de la Catedral de Coria, trazada por Pedro de Ibarra

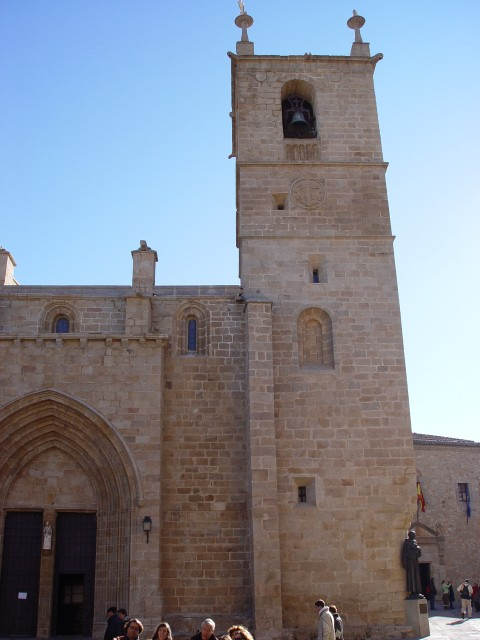
Torre de la Concatedral de Santa María de Cáceres, cuya construcción fue dirigida por Pedro de Ibarra en 1554

Pedro de Ibarra (también nombrado con la grafía arcaica "Ybarra"), probablemente hijo de Juan de Álava, fue un arquitecto nacido a principios del siglo XVI (en torno al año 1510), en la localidad cacereña de Alcántara (España). Se trata del principal representante extremeño de la arquitectura renacentista y uno de los importantes arquitectos españoles del siglo XVI. La mayor parte de su labor la realizó durante el reinado de Felipe II. Falleció en la villa de Alcántara en el año 1570.

## Aprendizaje
Fue discípulo de Juan de Herrera y colaboró con él en la construcción del monasterio de San Lorenzo de El Escorial.
En un primer momento representó la transición de la arquitectura gótica a la renacentista. Ahora bien, al hablar de la apariencia externa e interna de sus proyectos constructivos solía recurrir a los términos "arte y razón", entonces vanguardistas, lo que sirve para definirlo como plenamente renacentista. Se pueden definir como características de su estilo el sentido de la proporción, la grandeza de las dimensiones y la austeridad en la decoración.

## Obras
En Zamora, sustituyendo a su padre, levantó en 1537 el monasterio de la Orden de San Jerónimo. Realizó en 1540 la capilla mayor del convento de la Orden Franciscana de Garrovillas de Alconétar por encargo del Conde de Alba de Liste. Como Maestro mayor de obras de la Orden de Alcántara, participó en la construcción de su sede, el Convento de San Benito de Alcántara. 
Fue designado Maestro Mayor de obras en la Diócesis de Coria, y como tal durante unos treinta años participó directa o indirectamente en casi todas las obras realizadas durante la segunda mitad del siglo XVI en los templos parroquiales, conventos y ermitas de la diócesis. Así, en la catedral de Coria realizó la Puerta del Perdón y en la Concatedral de Santa María de Cáceres dirigió la construcción de la torre en el año 1554. También intervino en la cacereña iglesia de San Mateo. Para la población de Casar de Cáceres trazó los planos de su Iglesia Parroquial. Destacan también las trazas y condiciones de Pedro de Ybarra para la iglesia parroquial de San Andrés Apóstol de Torrejoncillo, de grandes dimensiones y por ese motivo muy dilatada en el tiempo (1550-1686) 
En Brozas se conserva de su mano la capilla mayor y el claustro del convento de Nuestra Señora de la Luz así como la traza de la iglesia de los Santos Mártires y, sobre todo, la que puede considerarse su obra cumbre, la iglesia parroquial de Santa María la Mayor, construida íntegramente en piedra sillar.
En Logrosán construye la cabecera de la Iglesia Mayor de San Mateo, una joya del gótico rural por la altura de sus bóvedas rematadas con nervadura. Los exteriores rematan en una cornisa con las características bolas del Gótico isabelino.
Obras enteramente suyas son la iglesia de la Asunción y la ermita del Cristo, en Torre de Don Miguel, la iglesia de la Asunción de Valverde del Fresno y la iglesia de Nuestra Señora de los Apóstoles de Cilleros, pueblos todos de la Sierra de Gata. En la misma zona serrana participó en la mayor parte de las fábricas: iglesia de Nuestra Señora del Buen Varón, en el pueblo de Hoyos, la iglesia de la Concepción, en el pueblo de Cadalso, y la ermita del Cristo de la Agonía, en el pueblo de Calzadilla. Otras intervenciones fueron la iglesia de Estorninos y el monasterio de Rocamador, en Valencia de Alcántara.
Fuera de la diócesis de Coria intervino en edificios religiosos de las diócesis de Plasencia, de la Ciudad Rodrigo y Salamanca. De estas intervenciones destacan, en Salamanca, la capilla y el claustro del Colegio Fonseca y, en Ciudad Rodrigo, la Iglesia de San Agustín y la capilla mayor del convento de San Francisco.
También intervino en edificios no religiosos, como el palacio de Monterrey, en Salamanca, y los castillos de Portezuelo, Santibáñez el Alto, Moraleja, Piedrabuena (en término de San Vicente de Alcántara), Zarza la Mayor, Herrera de Alcántara y Valencia de Alcántara, en los que realizó una importante labor de restauración.